# トム・ロックモア
トム・ロックモア（Tom Rockmore, 1942年3月4日 - ）は、アメリカ合衆国の哲学者。哲学と哲学史の一般的区分を否定してはいるが、哲学史に強い関心を持つと同時に、認識論における構築主義の擁護者でもある。これまで集中的に研究してきた哲学者には、カント、フィヒテ、ヘーゲル、マルクス、ルカーチ、ハイデッガーがいる。1974年にヴァンダービルト大学で博士号を取得し、1994年にはポワティエ大学で研究指導資格（habilitation à diriger des recherches）を得た。デュケイン大学の卓越名誉教授であり、北京大学人文学卓越教授も務める。

## 哲学
ロックモアは認識論的表象主義に対する強力な批判者である。表象主義とは、心は対象から現実のコピーを受け取ることによって外的現実にアクセスするという主張である。その前提には、外的現実が知識を得る主体とは独立に存在するという形而上学的実在論がある。ロックモアはそれに代わり、心は経験を基礎として概念や観念を形成し、それらが知識の基礎をなすという構築主義的主張を擁護している。この転換は現象学、美学、政治哲学にとって重要な帰結を持つ。さらに、特に初期現象学における超越論的主張にも疑問を投げかけることになる。
ロックモアは哲学史家として、ドイツ観念論が大陸哲学と分析哲学の両者にいかに影響を及ぼしているかを示した。彼によれば、マルクスはカント、シェリング、フィヒテ、そしてヘーゲルの思想から影響を受けている。しかし、マルクスの思想はエンゲルスによって大きな誤解を受けた。そして、エンゲルスが後続世代に与えた影響により、マルクスがもともと考えていたことと不整合な種類のマルクス主義が生まれてきてしまったのだという。
ロックモアの政治哲学は、代表的思考（representational thinking）が特定のイデオロギー集団に影響し、西洋・非西洋の国家において問題的な政治的決定が生み出される原因となっていることを強調している。
ロックモアは最近では美学に関する論考も発表している。

## 著作
- (2011) Before and After 9/11: A Philosophical Examination of Globalization, Terror, and History
- (2010) Kant and Phenomenology. Chicago: University of Chicago Press
- (2006) Kant and Idealism. New Haven, Yale University Press, 2006
- (2006) In Kant’s Wake
牧野 英二監訳、齋藤元紀、相原博、平井雅人、松井賢太郎、近堂秀訳『カントの航跡のなかで――二十世紀の哲学』法政大学出版局、2008年
- (2005) Hegel, Idealism and Analytic Philosophy
- (2005) On Constructivist Epistemology
- (2004) On Foundationalism: A Strategy for Metaphysical Realism
- (2002) Marx After Marxism. London: Wiley Blackwell
- (1997) Cognition: An Introduction to Hegel's Phenomenology of Spirit
- (1996) On Hegel's Epistemology and Contemporary Philosophy
- (1995) Heidegger and French Philosophy: Humanism, Anti-Humanism and Being
北川東子、仲正昌樹監訳『ハイデガーとフランス哲学』法政大学出版局、2005年
- (1993) Before and After Hegel: A Historical Introduction
- (1992) On Heidegger's Nazism and Philosophy
奥谷浩一、小野滋男、鈴木恒夫、横田栄一訳『ハイデガー哲学とナチズム』北海道大学図書刊行会、1999年
- (1992) Irrationalism. Lukács  and the Marxist View of Reason
- (1989) Habermas on Historical Materialism
- (1986) Hegel's Circular Epistemology
- (1980) Fichte, Marx and the German Philosophical Tradition